# Tetraonyx albipilosa
Tetraonyx albipilosa is een keversoort uit de familie van oliekevers (Meloidae). De wetenschappelijke naam van de soort is voor het eerst geldig gepubliceerd in 1929 door Van Dyke.